# Барт Рамакерс
Барт Рамакерс (нід. Bart Ramakers, нар. 1963) — бельгійський фотохудожник та куратор. Рамакерс відомий своїми сценічними фотографіями, у яких він створює «міфологію для нового світу». Також працює у жанрах відео та скульптури.
Рамакерс переосмислює класичні міфологічні та релігійні теми у світлі сучасних проблем: гендерна рівність, проблеми довкілля, солідарність, частно з алюзіями на історію мистецтва. Він співпрацював з такими художниками як Панамаренко, Том Херк Уільям Світлав, Сесілія Паредес та іншими.

## Життєпис
Барт Рамакерс народився у 1963 році коло Маасейку. Значний вплив на світогляд Рамакерса справив його батько, який був шанувальником мистецтва. Він вивчав малювання у академіях Маасейку та Маасмехелену, а також історію у Католицькому університеті Левена. Під час навчання він був активним карикатуристом, ілюстратором та художником у декількох студентських виданнях, таких як Veto. По закінченню освіти Рамакерс працював у рекламі та маркетингу, аж поки не розпочав художню кар'єру у 2009 році.

## Вибрані проекти
- Trinities, церква Святого Михайла, Левен, 2011
- The Apotheosis of Flora, замок Урсель та де Нотелар, Хінген, 2013
- Strangers in the Night, 2014
- In Bluebeard's Castle, Хоф тер Лінден, 2015
- A Divine Comedy, 2016
- The Anatomy of Beauty, 2017
- Automats for a New World, 2018
- Flora and the Water Warriors, з Уільямом Світлавом, 2019
- The Bride Unveiled, 2021
- Sandwiched, 2022

## Вибрані виставки
- The Naked Truth, з Дені Тулкенсом, Херк-де-Стад, 2014
- Contemporary Photography, з Фредеріком Фонтеноєм, Париж, 2014-2015
- Sweet 18, замок Урсель, 2015
- Staging & Revelation, Лісабон, 2016.
- Autopia, Вілфорд, 2018
- Weill ich ein Mädchen bin, Одапарк Венрай, 2018
- Flora and the Water Warriors with William Sweetlove, Музей Матіса, Ле-Като-Камбрезі, 2019
- Small History, K-Spaces Турин, Італія, 2019
- Anastasia, з Уільямом Світлавом та Роелом Стелсом, Лір, 2020

Групові виставки під кураторством Барта Рамакерса:
- One big Family, З Кароліною Бушар, замок Альден Бізен, 2015.
- Hallelujah!, Triamant Gerkenberg Bree, 2021[9]

## Публікації
Роботи Барта Рамакерса опубліковані у книжках:
- Trouble in Paradise, 2016
- Revelations, 2018
- Flora and the Water Warriors, 2019
- The Bride Unveiled, 2021[10]